# باسرکل
باسرکل (به فرانسوی: Bassercles) یک کمون (فرانسه) در فرانسه است که در canton of Amou واقع شده‌است. باسرکل ۶٫۵۹ کیلومتر مربع مساحت دارد ۱۶۰ متر بالاتر از سطح دریا واقع شده‌است.